# آلبرتو ساینز
آلبرتو ساینز (انگلیسی: Alberto Sainz؛ زادهٔ ۱۳ دسامبر ۱۹۳۷) بازیکن فوتبال اهل آرژانتین است.
از باشگاه‌هایی که در آن بازی کرده‌است می‌توان به باشگاه فوتبال ریور پلاته و باشگاه فوتبال آرژانتینوس جونیورز اشاره کرد.
وی همچنین در تیم ملی فوتبال آرژانتین بازی کرده‌است.